# Opius latipediformis
Opius latipediformis är en stekelart som beskrevs av Fischer 2004. Opius latipediformis ingår i släktet Opius och familjen bracksteklar. Inga underarter finns listade i Catalogue of Life.